# Efferia ordwayae
Efferia ordwayae är en tvåvingeart som beskrevs av Wilcox 1966. Efferia ordwayae ingår i släktet Efferia och familjen rovflugor. Inga underarter finns listade i Catalogue of Life.